# 허범도
허범도(許範道, 1950년 2월 18일 ~ , 경남 고성)는 대한민국의 정치인이다.

## 학력
- 고성초등학교 졸업
- 대신중학교 졸업
- 경남고등학교 졸업
- 부산대학교 경영학 학사
- 서울대학교 행정대학원 석사
- 숭실대학교 대학원 국제경영학 박사

## 경력
- 1975년: 행정고시 합격
- 1985년: 국무총리실 국무회의담당관
- 1996년: 부산지방중소기업청장
- 2000년: 중소기업청 이사관
- 2003년: 중소기업청 차장
- 2004년: 산업자원부 무역위원회 상임위원
- 2005년: 산업자원부 차관보
- 2006년: 중소기업진흥공단 이사장
- 2008년: 제18대 국회의원(한나라당)[1]
- 2010년: 부산광역시 정무특보

## 역대 선거 결과
| 실시년도 | 선거   | 대수 | 직책     | 선거구      | 정당     | 득표수   | 득표율          | 순위 | 당락 | 비고 |
| -------- | ------ | ---- | -------- | ----------- | -------- | -------- | --------------- | ---- | ---- | ---- |
| 2008년   | 총선   | 18대 | 국회의원 | 경남 양산시 | 한나라당 | 26,802표 | \| \| 38.99% \| | 1위  |      | 초선 |
|          | 38.99% |      |          |             |          |          |                 |      |      |      |